# Oliveira do Douro (Cinfães)
Oliveira do Douro es una freguesia portuguesa del concelho de Cinfães, con 12,40 km² de superficie y 1.785 habitantes (2001). Su densidad de población es de 144,0 hab/km².